# Loul
Pour les articles homonymes, voir Loul (homonymie).
Loul (ou lul) est un ancien titre de noblesse en usage dans les royaumes sérères précoloniaux, tels que le Royaume du Sine, le Royaume du Saloum et auparavant le Royaume de Baol, qui font tous partie de l'actuel Sénégal. Le loul était troisième dans la ligne de succession au trône, après le buumi et le thilas. En sérère ancien, loul signifie « envoyer ».
Certains[Qui ?] ont avancé l'idée que le titre lui-même trouvait son origine à l'ère des lamanes – anciens rois sérères et noblesse terrienne – et aurait généralement été réservé au lamane Sène, le chef de la famille Sène.
À l'époque précoloniale, le loul résidait toujours à Loul Sessène, une localité située dans l'actuelle région de Fatick et fondée par la famille Sène.